# Callopistria maillardi
Callopistria maillardi är en fjärilsart som beskrevs av Achille Guenée 1862. Callopistria maillardi ingår i släktet Callopistria och familjen nattflyn. Inga underarter finns listade i Catalogue of Life.

## Bildgalleri

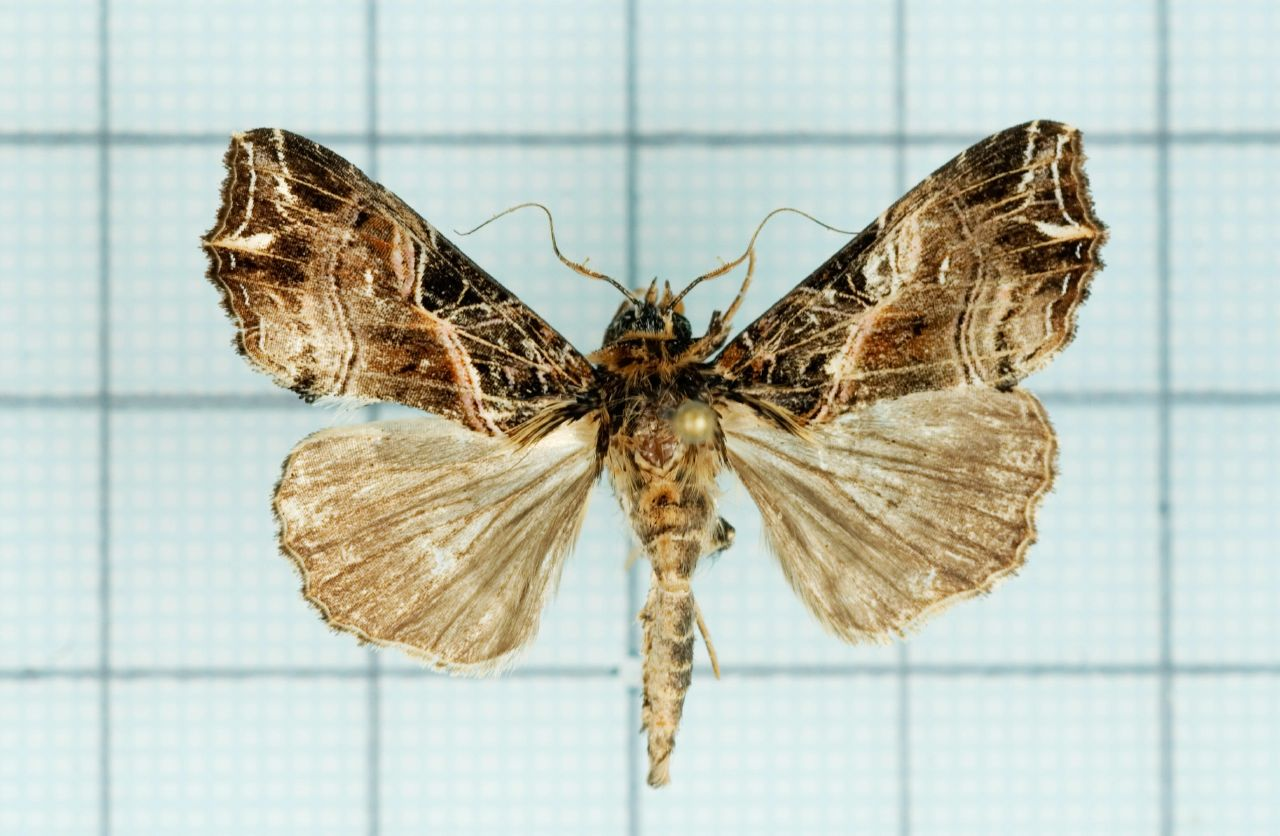
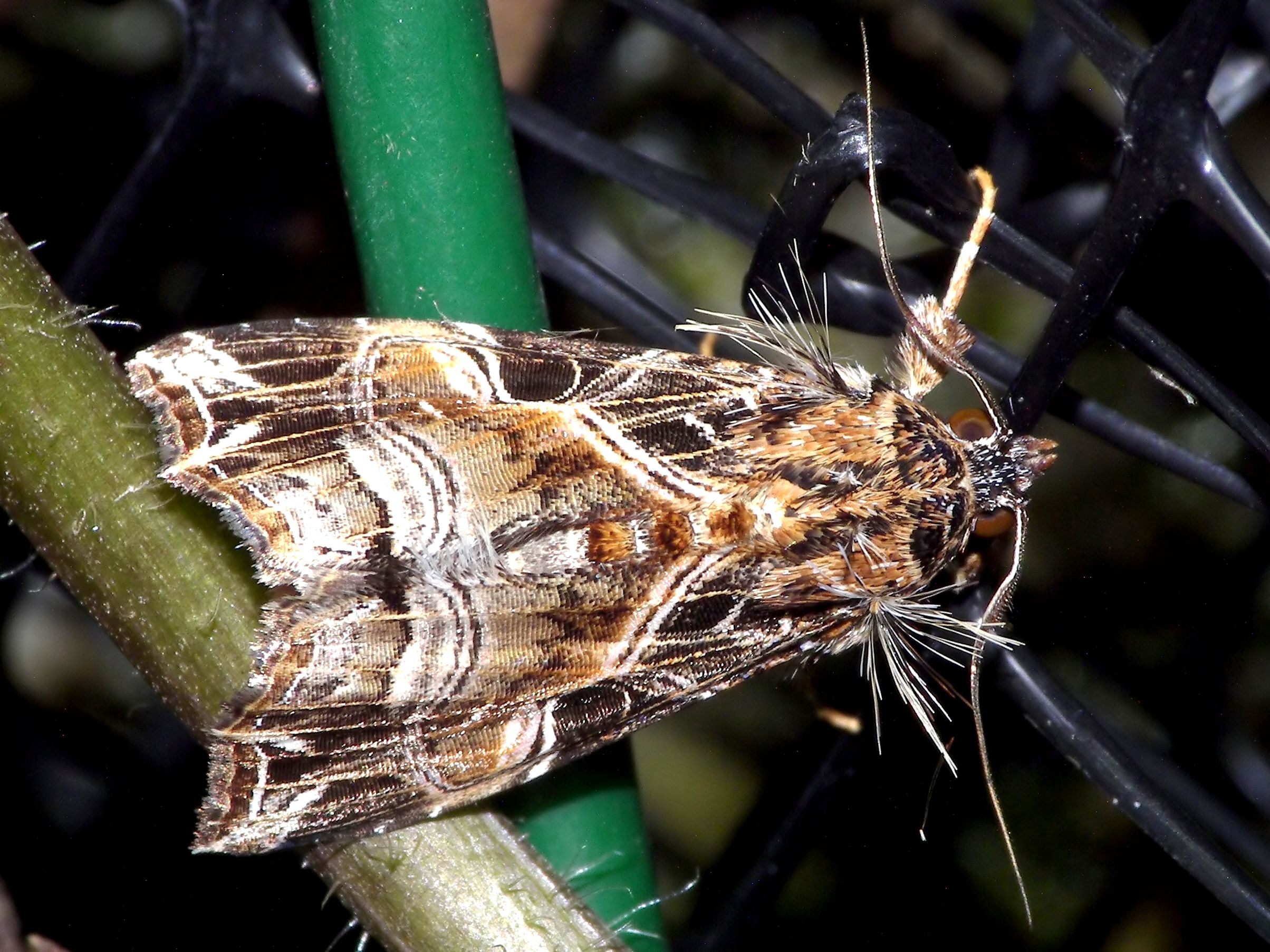
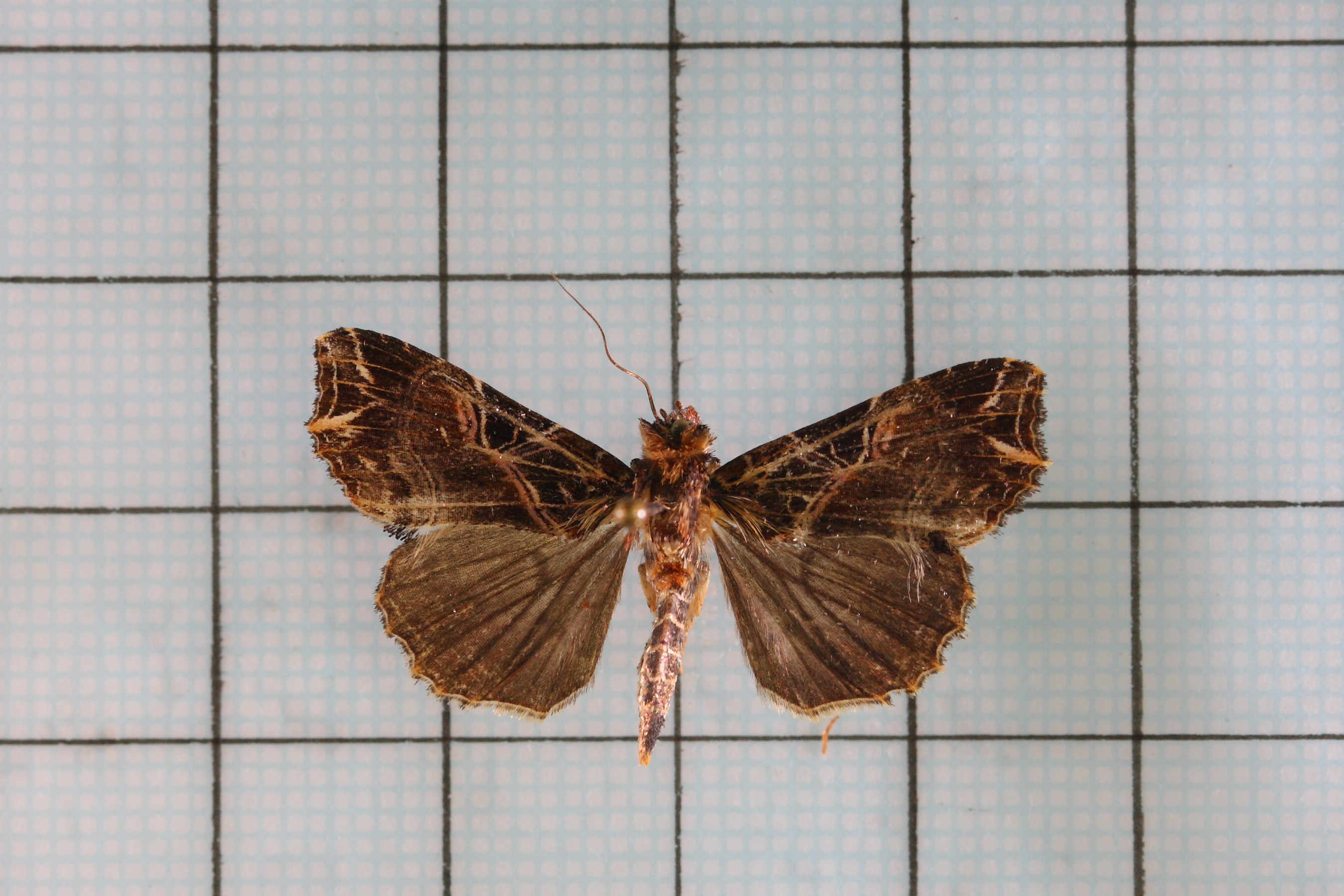